# Cyphopterum aguaense
Cyphopterum aguaense är en insektsart som beskrevs av Rauno E. Linnavuori 1965. Cyphopterum aguaense ingår i släktet Cyphopterum och familjen Flatidae. Inga underarter finns listade i Catalogue of Life.